# Lorenz Zotz der Ältere
Lorenz Zotz der Ältere (* 1862 in Nesselwängle in Tirol; † 1903) war ein österreichisch-deutscher Meister der Stuckateurkunst.
Lorenz Zotz der Ältere stammt aus der Tiroler Künstler- und Gelehrtenfamilie Familie Zotz, die zahlreiche Meister der Stuckkunst wie Hubert Zotz, Lorenz Zotz der Jüngere und Ämilian Zotz hervorbrachte. Er wanderte aus Tirol nach Deutschland aus, wo er gemeinsam mit seinen Brüdern Gottfried Zotz und Eduard Zotz († 1935) eine Baufirma mit Stuckkunstatelier in Münster gründete.
Zu den Meisterwerken des Ateliers der Brüder Zotz gehört die Ausgestaltung der neubarocken Kirche St. Magdalena und Luzia in Bruchhausen (Arnsberg).